# Félix Fénéon
Félix Fénéon (Torino, 1861. június 22. – Châtenay-Malabry (Hauts-de-Seine), 1944. február 29.) francia művészetkritikus.
Neve szorosan kapcsolódik a neoimpresszionizmushoz és a Nabis mozgalomhoz, amelyeknek legavatottabb szószólója és lelkes támogatója volt.

## Életpályája
1884 után szinte egyedül vette védelmébe a Salon de Indépendante megalapítóit, ugyanekkor főszerkesztője lett a Revue indépendante c. folyóiratnak. Rue Blanche 79. sz. alatti irodájában szimbolista összejöveteleket szervezett, amelyekbe Georges Seurat divizionista festőt is sikerült bevonnia. 1886-ban közzétett egy nagy visszhangot kiváltó pamfletfélét a neoimpresszionizmus elméletéről, Les impressionnistes en 1886 („Az impresszionisták 1886-ban”) címen. 1886-ban Fénéon részt vett a Vogue című szimbolista folyóirat szerkesztésében is, cikkeket közölt benne Georges Seurat divizionista festési elméletéről és gyakorlatáról.

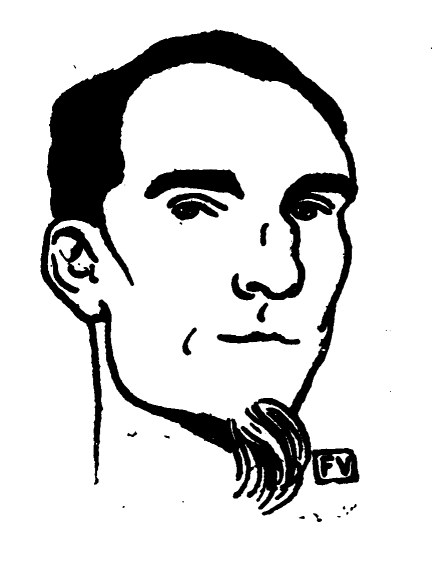
Félix Fénéon - Vallotton rajza (1898)

Legfontosabb cikkeinek egy része azonban nem Párizsban, hanem Belgiumban jelent meg, a belga L’Art Moderne („A modern művészetek”) című belga folyóirat párizsi tudósítója lett. Hamarosan nagyobb publikálási teret kapott Párizsban is, a Natanson fivérek által alapított Revue blanche című lap állandó munkatársa lett. 1900-ban ennek a folyóiratnak a szerkesztői helyiségeiben rendezte meg Georges Seurat retrospektív kiállítását. Sokat dolgozott Georges Seurat életmű-katalógusán, e munkájában Maximilien Luce (1858-1941) festő és Paul Signac segítette, hármuk munkája Georges Seurat műveinek leltára.
Nemcsak a divizionista festőket tisztelte, ragaszkodott Pierre Bonnard-hoz (1867-1947) is, akit 1891-ben ismert meg, ill. Édouard Vuillard-hoz (1868-1940), s általában a Nabis művészcsoport tagjaihoz. Henri de Toulouse-Lautrec művészetének is nagy barátja volt, barátságuk kölcsönös volt, 1895-ben Toulouse-Lautrec megfestette Fénéon különös sziluettjét La Goulue és a keleti táncosnők tánca című képén.

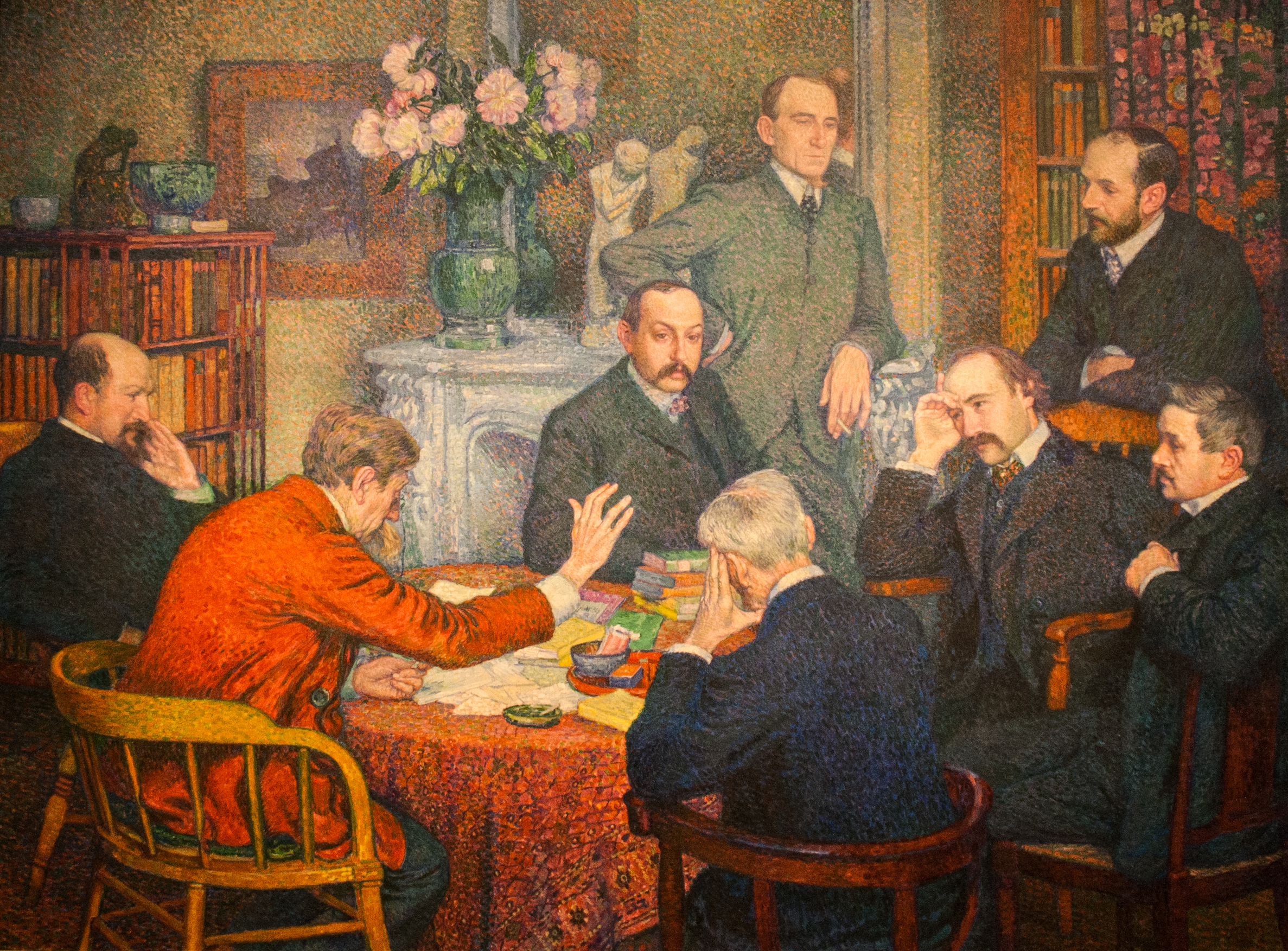
Fénéon híres írók társaságában (hátul, állva, 1903)

Fénéon a rendet, a pontosságot és a logikát tisztelte, s finoman ugyan, de ellene szólt Edgar Degas, Pierre-Auguste Renoir és Claude Monet úgynevezett „szabálytalanságainak”. Monet-nak azt vetette szemére, hogy önkényesen bontja fel a színeket. Camille Pissarro művészetét nem kritizálta, annál is kevésbé, mivel egy ideig Pissarro is a divizionistákkal tartott. Paul Gauguin művészetét nem kedvelte.
Feltétlenül támogatta Seurat, Henri-Edmond Cross és Signac abbéli törekvéseit, hogy szigorúan alkalmazzák Chevreul, Sutter, Charles Henry és O. N. Rood tudományos elméleteit. A neoimpresszionizmus  módszereit olyan világosan és meggyőzően fejtette ki, hogy számos hívet szerzett nekik.
Fénéon az első világháború végén a Bernheim-Jeune Galéria művészeti igazgatója lett, több mint 50 évvel élte túl barátját, Seurat–t, s tapasztalhatta, láthatta, hogyan kapcsolják össze nevét egy olyan mesternek a nevével, akinek befolyása, különösen a kubizmus térhódítása után egyre nőtt. Azt a lépcsőfokot, amelyet Seurat megtett a modern festészet felé, abban a korban Fénéon kivételével alig ismerte fel valaki más.
Félix Fénéon-ról számos rajz és kép készült. Félix Vallotton számos kortársáról készített jellegzetes rajzokat, Félix Fénéon-ról is, talán éleselméjűségét akarta megragadni. Théo van Rysselberghe belga festő Irodalmi találkozó című festményén híres írók (Émile Verhaeren, Maurice Maeterlinck, Francis Vielé-Griffin, André Gide) társaságában örökítette meg Fénéon alakját, aki a csoportos képen lent jobbról látható. Fénéon ábrázolásai közül mindmáig talán mégis a legkedvesebb a Paul Signac által festett kép, amelyhez külön ajánlást is írt a festő:
"M. Félix Fénéon portréja 1890-ben, mértékek és szögletek, színek és árnyalatok alkotta ritmikus zománc háttér előtt."

## Külső hivatkozások
- Félix Fénéon bio-bibliográfia